# Комар, Игорь Валерьянович
Игорь Валерьянович Ко́мар (20 августа (2 сентября) 1907, Москва — 30 августа 1985, там же) — советский экономико-географ, доктор географических наук, профессор.

## Биография
Окончил Московский плановый институт.
В 1931—1943 годах работал в плановых и хозяйственных органах Урала по развитию и размещению энергетики и промышленности района.
Начальник комплексной экспедиции в Верхнее Прикамье (1944—1945 годы).
Старший научный сотрудник Института географии АН СССР (с 1945 года).
Доктор географических наук (с 1960 года), профессор (с 1961 года). В 1978 году награждён Русским географическим обществом золотой медалью имени Петра Петровича Семёнова-Тян-Шанского.

## Основные труды
Основные труды по экономической географии Урала, комплексному освоению его естественных ресурсов, а также по общим теоретическим и региональным вопросам экономической географии, проблемам рационального использования природных ресурсов.
Разработал концепцию ресурсных циклов.

## Сочинения
- Коми-Пермяцкий национальный округ, М. Л., 1948 (соавтор).
- Урал. Экономико-географическая характеристика, М., 1959.
- География хозяйства Урала, М., 1964.
- Географические проблемы развития крупных экономических районов СССР, М., 1964 (соавтор).
- Урал и Приуралье, М., 1968 (соавтор).
- Проблемы повышения эффективности обмена веществ между обществом и природой, в кн.: Природные ресурсы и экономическая география СССР, М., 1971.

## Ученики
- Анимица Евгений Георгиевич (р. 1937)